# ياسر أبو غوش
ياسر أبو غوش (3 نيسان 1972 - 10 يوليو 1989)، مقاوم فلسطيني وأحد رموز شهداء الانفاضة الفلسطينية الأولى.

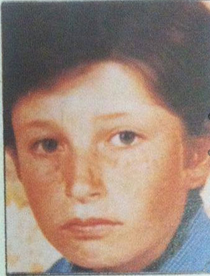
صورة للشهيد ياسر أبو غوش

## نشأته
الشهيد ياسر من عائلة أبو قطيش وهي بطن من عائلة ابوغوش، هو الاخ الاصغر بين اخوته، ولد وتربى وترعرع في بيتونيا لاسرة نزحت من قرية عمواس التي احتلها الجيش الإسرائيلي ورحل سكانها وهدمها عام 1967. سجن أخواه لدى الاحتلال الإسرائيلي على خلفية نشاطات مقاومة.

## نشاطه السياسي واستشهاده
انضم إلى الجبهة الشعبية لتحرير فلسطين في سن الرابعة عشرة، وشارك في الانتفاضة الفلسطينية عام 1987 وكان رغم صغر سنه من القياديين الميدانيين، ونشط في التنظيم والتحريض، وكان يشارك بالتظاهرات والمواجهات ضد الجيش الإسرائيلي، حيث وصف بأنه «أول من يحضر وآخر من يغادر»، واصبح واحدا من القادة الميدانيين واصبح مطلوبا لجهاز المخابرات. حاول الإسرائيليون اعتقاله في أبريل 1989 ولكنه تمكن من الفرار في آخر لحظة، وعاش فترة من المطاردة والاختباء. انضم في مرحلة المطاردة إلى «القوى الضاربة» التي تخصصت في ملاحقة العملاء. في صباح يوم الاثنين 10 يوليو 1989 تعرف إليه أحد العملاء (فاتح أبو عريضة) في أحد مقاهي رام الله وأبلغ عن وجوده، وحضرت وحدة من المستعربين لاغتياله. أحس ياسر بالخطر وحاول الفرار، ولوحق في شوارع رام الله. اصدم أثناء هروبه ببائع متجول وسقط أرضا، وعندما حاول النهوض أطلق الجنود النار عليه وأصيب في الساق، ثم أعدمه جنود الاحتلال ميدانيا وتناوبوا إطلاق النار عليه، ثم وضعوا جثته على سيارة طافوا بها شوارع المدينة ليستعرضوا اغتياله أمام المواطنين. يشير تقرير منظمة العفو الدولية لعام 1990 أن جنديا إسرائيليا حكم عليه بالسجن لشهر واحد لقتله أبو غوش غير المبرر، ويشير التقرير إلى منع جنود الاحتلال منعوا المسعفين من الاقتراب، ما اعتبرته المحكمة «غير لائق في تلك الأوضاع».

## ردود فعل فلسطينية
اندلعت مواجهات بين الناشطين الفلسطينيين وقوات الاحتلال بعد انتشار خبر استشهاد أبو غوش، كانت أعنفها في قريته بيتونيا حيث استشهد شاب في السادسة عشرة برصاص الاحتلال كان من أصدقائه. وفي 12 يوليو، بعد يومين من مقتل أبو غوش، تعرض العميل فاتح أبو عريضة إلى عدة طعنات في الصدر في أحد شوارع رام الله ونقل للعلاج في مستشفى عسكري إسرائيلي.

## تكريم بعد وفاته
في 24 فبراير 2014 أطلق ناشطون فلسطينيون اسمه على أحد شوارع القدس في حملة لاستبدال أسماء الشوارع المهودة.

## وصلات خارجية
- تقرير صحيفة لوس أنجلس تايمز عن مقتل أبو غوش